# 애프터 워
《애프터 워》(영어: The Aftermath)는 2019년 개봉된 영국, 독일, 미국의 드라마 영화이다. 제임스 켄트가 감독을 맡았으며, 리디언 브룩의 동명 소설이 영화의 원작이다.

## 출연

### 주연
- 키이라 나이틀리
- 알렉산더 스카스가드
- 제이슨 클락

### 조연
- 케이트 필립스
- 피온 오쉐어
- 알렉산더 슈어
- 톰 벨
- 짐 하이

## 기타
- 원작자: 리디언 브룩
- 총괄프로듀서: 카를로 더시
- 총괄프로듀서: 조 오펜하이머
- 협력프로듀서: 파벨 뮐러
- 미술: 소냐 클라우스